# Нагольний (Волгоградська область)
Нагольний (рос. Нагольный) — хутір у Котельніковському районі Волгоградської області Російської Федерації.
Населення становить 1026  осіб. Входить до складу муніципального утворення Наголенське сільське поселення.

## Історія
Хутір розташований у межах українського історичного та культурного регіону Жовтий Клин.
Згідно із законом від 14 березня 2005 року № 1028-ОД органом місцевого самоврядування є Наголенське сільське поселення.

## Населення
| 2010 | 2012  | 2013  | 2014  | 2015  | 2016  | 2017  |
| ---- | ----- | ----- | ----- | ----- | ----- | ----- |
| 1065 | ↘1052 | ↘1051 | ↘1042 | ↘1032 | ↘1030 | ↘1026 |